# Địa thời học
Trong các khoa học tự nhiên về lịch sử tự nhiên, địa thời học là một khoa học để xác định độ tuổi tuyệt đối của các loại đá, hóa thạch và trầm tích, với một mức độ nhất định của sự không chắc chắn cố hữu của phương pháp được sử dụng. Có nhiều phương pháp xác định niên đại được các nhà địa chất học sử dụng để đạt được điều này.
Địa thời học là khác biệt trong ứng dụng so với sinh địa tầng học, là khoa học để gán các loại đá trầm tích vào một kỷ nguyên địa chất đã biết nào đó thông qua miêu tả, lập mục lục và so sánh hóa thạch của các tổ hợp quần động vật hay thực vật. Sinh địa tầng học không trực tiếp đưa ra sự xác định độ tuổi tuyệt đối của đá mà chỉ đơn giản là đặt nó vào trong một khoảng thời gian mà tại thời điểm đó tổ hợp hóa thạch được biết là đã cùng tồn tại. Tuy nhiên, cả hai ngành khoa học này đều phối hợp với nhau đến mức chúng chia sẻ cùng một hệ thống đặt tên gọi cho các lớp đá và cho các khoảng thời gian được sử dụng để phân loại các lớp trong phạm vi các địa tầng. (Xem bảng mé phải cho phần thuật ngữ học.)
Ví dụ, với tham chiếu tới thang thời gian địa chất thì Hậu Permi (tức thế Lạc Bình) kéo dài từ 260,4 ± 0,7 Ma (Ma = triệu năm trước) (hóa thạch thuộc thống Lạc Bình cổ nhất đã biết) cho tới khoảng 250,1 ± 0,4 Ma (hóa thạch thuộc hệ Trias cổ nhất đã biết) - một khoảng cách trong các tổ hợp hóa thạch có niên đại đã được biết đến khoảng gần 10 Ma. Trong khi niên đại sinh địa tầng của nền Thượng Permi có thể được thể hiện như là thống Lạc Bình thì niên đại thật sự của nền đá đó có thể nằm bất kỳ đâu trong khoảng từ 260 tới 251 Ma.
Ngược lại, một lớp đá granit có niên đại khoảng 255,5 ± 0,5 Ma có thể được gọi một cách an toàn hợp lý là thuộc thống Lạc Bình của hệ Permi, hay chính xác nhất là đã xâm nhập trong thế Lạc Bình của kỷ Permi.
Khoa học về địa thời là công cụ quan trọng hàng đầu được sử dụng trong các lĩnh vực của thời địa tầng học, trong đó người ta cố gắng để xác định niên đại tuyệt đối cho mọi tổ hợp hóa thạch và xác định lịch sử địa chất của Trái Đất cũng như của các thiên thể ngoài Trái Đất.

## Phương pháp
- Các kỹ thuật phóng xạ đo độ phân rã của các đồng vị phóng xạ và các hoạt động phát sinh phóng xạ khác.
- Các kỹ thuật gia tăng đo sự bổ sung đều đặn của vật liệu vào lớp trầm tích hay của sinh vật.
- Sự tương quan của các tầng mốc giới cho phép quy đổi sang tương đương niên đại được thiết lập giữa các di chỉ khác nhau.

## Xác định niên đại

### Phóng xạ
Bằng cách đo lượng phân rã phóng xạ của đồng vị phóng xạ với chu kỳ bán rã đã biết, các nhà địa chất có thể thiết lập niên đại tuyệt đối của vật liệu mẹ. Một loạt các đồng vị phóng xạ được sử dụng cho mục đích này, và phụ thuộc vào tốc độ phân rã, được sử dụng để xác định niên đại của các kỷ nguyên địa chất khác nhau.
- Xác định niên đại bằng cacbon phóng xạ. Kỹ thuật này đo tỷ số của lượng Cacbon14 trong tổng lượng cacbon của vật liệu hữu cơ (chẳng hạn các hóa thạch lớn của thực vật) và có thể áp dụng cho các mẫu vật trẻ hơn khoảng 50.000 năm tuổi.
- Xác định niên đại bằng uran-chì. Kỹ thuật này đo tỷ lệ của hai đồng vị chì (Pb206 và Pb207) đối với lượng uran trong khoáng vật hay đá. Thông thường được áp dụng cho khoáng vật dấu vết là ziricon trong các loại đá lửa. Phương pháp này là một trong hai phương pháp được sử dụng phổ biến nhất (cùng với xác định niên đại bằng argon-argon) trong xác định niên đại địa chất. Xác định niên đại bằng uran-chì được áp dụng cho các mẫu vật cổ hơn khoảng 1 triệu năm tuổi.
- Xác định niên đại bằng uran-thori. Kỹ thuật này được sử dụng để xác định niên đại của các thành hệ hang hốc, san hô, cacbonat và xương hóa thạch. Khoảng xác định của nó là từ vài năm tới khoảng 700.000 năm.
- Xác định niên đại bằng kali-argon và xác định niên đại bằng argon-argon. Các kỹ thuật này xác định niên đại của các loại đá biến chất, đá lửa và đá núi lửa. Chúng cũng được sử dụng để xác định niên đại của các lớp tro núi lửa bên trong hay nằm trên các điểm cổ nhân loại học. Giới hạn trẻ nhất của phương pháp argon-argon là vài nghìn năm.

Các kỹ thuật do phóng xạ sinh ra khác còn có:
- Xác định niên đại vết phân hạt nhân
- Xác định niên đại đồng vị tia vũ trụ
- Xác định niên đại bằng rubidi-stronti
- Xác định niên đại bằng samari-neodymi
- Xác định niên đại bằng rheni-osmi
- Xác định niên đại bằng luteti-hafni
- Xác định niên đại bằng cổ từ trường
- Xác định niên đại bằng nhiệt-phát quang (thạch anh bị đốt nóng)

### Phát quang
Các kỹ thuật xác định niên đại bằng phát quang quan sát 'ánh sáng' bức xạ ra từ các vật liệu như thạch anh, kim cương, fenspat và canxit. Nhiều kiểu kỹ thuật phát quang được sử dụng trong địa chất học, bao gồm phát sáng kích thích quang học (OSL), phát quang âm cực (CL) và phát quang nhiệt (TL). Phát quang nhiệt và phát sáng kích thích quang học được sử dụng trong khảo cổ học để xác định niên đại của các vật thể 'đã cháy' như đồ gốm hay các loại đá đun nấu và có thể được sử dụng để quan sát sự di chuyển của cát.

### Gia tăng
Các kỹ thuật xác định niên đại gia tăng cho phép dựng các bảng niên đại hàng năm trong nhiều năm ròng, trong đó chúng có thể được cố định (nghĩa là liên kết tới ngày nay và vì thế là thời gian theo lịch hay thời gian thiên văn) hoặc trôi nổi.
- Xác định niên đại bằng vòng cây
- Lõi băng
- Phép đo địa y
- Varve